# 아쿠아 엔젤스
아쿠아 엔젤스(H2O: Just Add Water)는 2006년 7월 7일부터 2010년 4월 16일까지 네트워크 텐에서 방영된 드라마이다.

## 캐스트
- 카리바 하인 - Rikki Chadwick
- 클레어 홀트 - Emma Gilbert
- 피비 통킨 - Cleo Sertori
- 인디애나 에번스 - Isabella "Bella" Hartley
- 앵거스 맥라렌 - Lewis McCartney
- 루크 미첼 - Will Benjamin